# Contea di Napa
La contea di Napa, in inglese Napa County, è una contea dello Stato della California, negli Stati Uniti. Il capoluogo di contea è Napa.
La contea è conosciuta in tutto il mondo per essere una regione di produzione vitivinicola.

## Geografia fisica
La contea si trova nel nord della San Francisco Bay Area, a nord della baia di San Pablo. L'U.S. Census Bureau certifica che l'estensione della contea è di 2042 km², di cui 1952 km² composti da terra e i rimanenti 90 km² composti di acqua. La contea è attraversata dal fiume Napa, che forma la Napa Valley. Il lago principale è il lago Berryessa, che si trova nel nord-est della contea. Nella zona settentrionale si estendono i monti Mayacamas.

### Contee confinanti
- Contea di Lake - nord
- Contea di Yolo - est
- Contea di Solano - sud/sud-est
- Contea di Sonoma - ovest

## Storia
I primi abitanti dell'area erano i nativi Wappo. Gli esploratori spagnoli arrivarono nella valle nel 1823. La contea venne costituita nel 1850 e si tratta di una delle contee originarie dello Stato della California. Parte del territorio fu in seguito ceduto alla contea di Lake nel 1861. La parola napa è di origine nativa americana ed è stata tradotta come "orso grizzly", "casa", "patria" o "pesce". La versione più accreditata è quella che derivi dalla parola Patwin napo che significa "casa".

## Società

### Evoluzione demografica
Secondo il censimento del 2000, la contea aveva 124 279 abitanti, 45 402 nuclei familiari, e 30 691 famiglie residenti nella contea. La densità di popolazione era di 64 ab./km². C'erano 48 554 abitazioni ad una densità di circa 25 per km². La composizione etnica era la seguente: 79,98% bianchi, 1,32% neri o afroamericani, 0,84% nativi americani, 2,97% asiatici, 0,23% Pacific Islander, 10,95% appartenenti ad altre etnie e 3,71% appartenenti a due o più etnie. Il 23,67% della popolazione era di origine ispanica o latina. L'11,9% erano di origini tedesche, il 9,7% di origine inglese, l'8,6% di origine irlandese, il 6,7% di origine italiana. Il 75,3% parlava inglese e il 19,5% spagnolo.
C'erano 45 402 famiglie delle quali il 31,4% aveva figli al di sotto dei 18 anni conviventi, il 53,2% erano coppie sposate conviventi, il 9,9% aveva un capofamiglia femminile senza la presenza di un marito e il 32,4% erano non-famiglie. Il 25,8% dei nuclei familiari era costituito da singoli, l'11,6% era qualcuno che viveva da solo e aveva più di 65 anni.  La media di composizione dei nuclei familiari era 2,62 e la media di composizione delle famiglie era 3,16.
La composizione della popolazione della contea era costituita dal 24,1% sotto i 18 anni, 8,5% da 18 a 24 anni, 27,7% da 25 a 44 anni, 24,3% da 45 a 64 anni e 15,4% dai 65 anni in su. L'età media era 38 anni. Ogni 100 femmine c'erano 99,6 maschi. Ogni 100 femmine al di sopra dei 18 anni c'erano 97,4 maschi.
Il reddito medio per un nucleo familiare nella contea era di 51738 $, e il reddito medio di una famiglia era di 61410 $. I maschi avevano un reddito medio pari a 42137 $ contro 31781 $ per le femmine. Il reddito pro-capite della contea ammontava a 26395 $. Circa il 5,6% delle famiglie e l'8,3% della popolazione si trovava al di sotto della soglia di povertà, incluso il 10,6% di coloro al di sotto dei 18 anni e il 5,6% di coloro al di sopra dei 65.

## Comuni[6]

### Cities
- American Canyon
- Calistoga
- Napa (capoluogo)
- St. Helena
- Yountville

### Census-designated places
- Angwin
- Deer Park
- Moskowite Corner
- Oakville
- Rutheford
- Silverado Resort

## Economia
La contea è conosciuta per la sua produzione di vino, che dagli anni sessanta si è sviluppata fino a raggiungere i livelli delle migliori regioni vinicole della Francia e dell'Italia. Le bellezze naturali, un clima di tipo mediterraneo e la vicinanza a San Francisco, Oakland e Sacramento ne ha fatto una delle zone più piacevoli da vivere degli Stati Uniti. D'altronde i cittadini della contea sono notoriamente contrari ad un indiscriminato sviluppo edilizio, con il risultato che 33 delle 58 contee californiane sono più popolate, incluse molte che sono distanti dalle città più importanti.
La relativa povertà della città di Napa, in cui abitano gran parte degli immigrati dall'America Latina che curano i vigneti della contea e raccolgono l'uva, offusca e nasconde la ricchezza della campagna, in cui alcune tenute, specialmente quelle con vista sulla baia di San Pablo, sono state vendute per un prezzo intorno ai dieci milioni di dollari.

## Infrastrutture e trasporti

### Principali strade ed autostrade
- California State Route 12
- California State Route 29
- California State Route 121
- California State Route 128

## Curiosità
Nella Contea di Napa fu scattata la foto usata come sfondo per Windows XP.